# Nocturne (Debussy)
Pour les articles homonymes, voir Nocturne.
Nocturne est une pièce pour piano de Claude Debussy composée en 1892.

## Présentation
Nocturne, pour piano, est composé en 1892. 
Selon Léon Vallas, l'œuvre a fait l'objet d'un contrat le 27 juillet 1892, moyennant une somme de 100 francs, et avait pour sous-titre « Interlude ». 
La partition est publiée dans Le Figaro musical (11e fascicule) en août 1892, par Paul Dupont en 1892, la Société nouvelle d'éditions musicales (ancienne maison P. Dupont) en 1903, la Société d'éditions musicales (ancienne maison P. Dupont) en 1907, puis aux éditions de La Sirène et Max Eschig (« revu par Isidor Philipp »), et en éditions modernes par Henle (1997, éd. Ernst-Günter Heinemann) et Durand (2000, éd. Roy Howat).  

## Analyse et commentaires
Nocturne est en ré bémol majeur, « Lent », à .
Pour Harry Halbreich, c'est « une bien jolie page, à la limite de la musique de salon ». Le musicologue reconnaît néanmoins que « l'inspiration en est un peu hybride, et le climat poétique demeure loin encore de la miraculeuse réussite du Clair de lune de la Suite bergamasque, qui est dans le même ton ». Guy Sacre est beaucoup moins indulgent, considérant que c'est « la plus médiocre des pièces de jeunesse » de Debussy.
Musicalement, « la capricieuse introduction (lent, ad libitum) annonce le dessin de triolets de croches de l'épisode central, dessin auquel la coda fera à nouveau allusion ». Halbreich relève le thème principal de l'œuvre, « qui aborde ré bémol par le relatif de la sous-dominante [et] évoque irrésistiblement Fauré [...] — quoique les enchaînements de septièmes qui lui succèdent soient purement debussystes. Au reste, la partie médiane, à 
, « dans le caractère d'une chanson populaire », s'écarte tout à fait de Fauré, pour se rapprocher une fois encore des Russes ». Sacre mentionne également ce passage, notant que « l'allegretto central en fa, à 
, aussi « slave » que la fin de la Ballade, avec ses unissons et sa couleur liturgique, sonne comme du Borodine, ou du Rimski ». Enfin, dans la coda, « un sol naturel lydien rehausse ré bémol de sa tache lumineuse ».
La durée d'exécution moyenne de la pièce est de sept minutes environ.
Dans le catalogue des œuvres du compositeur établi par le musicologue François Lesure, le Nocturne pour piano porte le numéro L 89 (82) .

## Discographie
- Debussy : Piano works Vol. 1, François-Joël Thiollier (piano), Naxos 8.553290, 1995[6].
- Debussy : Complete Works for Piano, Volume 3, Jean-Efflam Bavouzet (piano), Chandos Records CHAN 10467, 2008[7].
- Debussy : The Solo Piano Works, Noriko Ogawa (piano), BIS Records CD 1955/56, 2012[8].
- Debussy : Early and late piano pieces, Steven Osborne (piano), Hyperion Records CDA 68390, 2022[9].
- Claude Debussy : The complete works, CD 1, Aldo Ciccolini (piano), Warner Classics, 2018[10].